# Pedro de Lerma
Pedro de Lerma (Burgos, c. 1461 – París, 11 de agosto de 1541) fue un teólogo español.

## Biografía
Nacido en Burgos, estudió en la Universidad de París, donde permaneció luego como profesor, primero en el Colegio de Navarra y, a partir de 1500, en el Colegio de Sorbona. Consiguió el doctorado en teología en 1504. En 1506 fue nombrado canónigo de la catedral de Burgos y en 1508 llegó a ser primer canciller de la Universidad de Alcalá. 
En 1527, a petición del inquisidor general Alonso Manrique, participó en una conferencia en Valladolid del 27 de junio al 13 de agosto para estudiar, junto con otros experto, el supuesto contenido heterodoxo de los textos de los escritos de Erasmo de Róterdam, que habían sido denunciados a la Inquisición. De Lerma defendió la ortodoxia de Erasmo. En 1535 renunció a su puesto en la Universidad de Alcalá y regresó a Burgos. En 1537 fue procesado por la Inquisicion, acusado de propagar los errores de Erasmo de Róterdam en sermones, y fue obligado a retractarse. Para evitar futuros problemas, se trasladó a París, donde llegó a ser decano de la facultad de Teología de la Sorbona.
Pariente suyo fue Francisco de Enzinas, quien estaba en París en el momento de su muerte. Enzinas fue un destacado humanista y el primer traductor del Nuevo Testamento desde el original griego al castellano.